# Impala de Val
Impala de Val, född 23 oktober 2018, är en fransk varmblodig travhäst som tränas av Pierre Edouard Mary och rids av antagligen Adrien Lamy eller Benjamin Rochard.
Impala de Val började tävla i juni 2022 och inledde med en tredjeplats för att sedan ta sin första seger i andra starten. Han har hittills under sin karriär in 471 540 euro på 45 starter, varav 19 segrar, 5 andraplatser och 2 tredjeplatser. Karriärens hittills största seger har kommit i Prix Théophile Lallouet (2025).
Han har också segrat i Prix Djérid (2025), Prix Cornelia (2025), Prix Louis Sauve (2025) dessutom har han kommit på andraplats i Prix Vivier de Montfort (2025) samt på tredjeplats i Prix du Dorat (2024).

## Statistik
| Statistik för Impala de Val (Ref.) | Statistik för Impala de Val (Ref.) | Statistik för Impala de Val (Ref.) | Statistik för Impala de Val (Ref.) | Statistik för Impala de Val (Ref.) | Statistik för Impala de Val (Ref.) |
| ---------------------------------- | ---------------------------------- | ---------------------------------- | ---------------------------------- | ---------------------------------- | ---------------------------------- |
| Starter                            | Placeringar                        | Startprissumma                     | Segerprocent                       | Platsprocent                       | Rekord                             |
| 45                                 | 19-5-2                             | 471 540 euro                       | 42 %                               | 58 %                               | 1.11,7ak,                          |

### Större segrar
| År   | Lopp                    | Kusk             | Vinstbelopp | Grupp   |
| ---- | ----------------------- | ---------------- | ----------- | ------- |
| 2025 | Prix Djérid             | Benjamin Rochard | 40 500 EUR  | Grupp 3 |
| 2025 | Prix Cornelia           | Benjamin Rochard | 40 500 EUR  | Grupp 3 |
| 2025 | Prix Théophile Lallouet | Benjamin Rochard | 54 000 EUR  | Grupp 2 |
| 2025 | Prix Louis Sauve        | Benjamin Rochard | 40 500 EUR  | Grupp 3 |